# Saison 4 de Section de recherches
Chronologie
Saison 3 Saison 5
Cet article présente les épisodes de la quatrième saison de la série télévisée Section de recherches.

## Distribution

### La Section de recherches
- Xavier Deluc : Major Martin Bernier
- Virginie Caliari : Adjudant Mathilde Delmas
- Kamel Belghazi : Capitaine Enzo Ghemara, chef de groupe
- Chrystelle Labaude : Capitaine Nadia Angeli, chef du TIC
- Jean-Pascal Lacoste : Maréchal des logis-chef Luc Irrandonéa, informatique
- Linda Hardy : Adjudant-chef Claire Linsky (épisodes 1-10)
- Olivia Lancelot : Lieutenant Nathalie Charlieu, chef de groupe (épisodes 3, 5, 8 et 10-11)

### Les autres
- Philippe Le Dem : Colonel Derville, chef de la Section de recherches (épisodes 3 et 5)
- Bernard Montiel : Procureur de la République Alain Berger (épisodes 11-13)

## Liste des épisodes

### Épisode 1:Tourner la page
- France : 10 septembre 2009 sur TF1

- France : 5,46 millions de téléspectateurs (21,9 % de part d'audience)[1] (première diffusion)

- Delphine McCarty : Camille Leroy
- Pierre-Jean Chérer : Yves Leroy
- Éric Franquelin : Roland Irrandonéa
- Thierry Gimenez : Bertrand Roussin
- Sylvie Audcoeur : Lucie Jolivet
- Nathalie Boileau : Adeline Pariade
- Jean-François Gallotte : Robert Laforêt
- Michaël Aragones : Julien Forsac
- Stéphanie Heiser : Brigitte Forsac
- Philippe Caulier : Roger Brissac
- Philippe Cheytion : Docteur Delorme
- Jean-Pierre Durand : Docteur Jean Lecadet
- Samantha Markowic : Élisabeth Wagner
- Pénélope Puymirat : Béatrice, Secrétaire de Mairie
- Xavier Delambre : Planton SR
- Bruno Flender : Déménageur

### Épisode 2:Mea Culpa
- France : 10 septembre 2009 sur TF1

- France : 5,11 millions de téléspectateurs (23,7 %)[1] (première diffusion)

- Magali Muxart : Marie Mayniac
- Alexandre Le Provost : Serge Mayniac
- Laurent Fernandez : Laurent Desmoulins
- Morgane Bontemps : Fabienne Desmoulins
- Jean-Claude Bonnifait : Bernard Martigues
- Xavier Thiam : Le médecin
- Anne-Hélène Brière : Christelle
- Marie Troisfontaine : Juliette Desmoulins
- Xavier Pierre : Responsable chantier
- Pascal Vannson : Lieutenant BR
- Daniel Villattes : Le maire
- Séverine Faramond : Infirmière

### Épisode 3:Bain de minuit
- France : 17 septembre 2009 sur TF1

- France : 6,37 millions de téléspectateurs (26 %)[2] (première diffusion)

- Nicky Naudé : Denis Rousseau
- Marie Payen : Lorène Rousseau
- Caroline Anglade : Marina Dejoux
- Géraldine Adams : Estelle Beaulieu
- Raphaël Boyes : José Terran
- Mathilde Vitry : Françoise Lemaire
- Jean-Pierre Mesnard : Lieutenant BR
- Raymond de la Rua : Joseph Bédillon
- Jérémie Chaplain : Guillaume Bédillon
- Schemci Lauth : Manu Gérard
- Romain Brosseau : Max
- Freddy Nail : Jacques Cabrel
- Séverine Faramond : Infirmière

### Épisode 4:Ennemis intimes
- France : 17 septembre 2009 sur TF1

- France : 5,69 millions de téléspectateurs (27,9 %)[2] (première diffusion)

- Virginie Desarnauts : Mélanie Catiaux
- Jean-Louis Tribes : Robert Catiaux
- Frank Geney : Éric Bondy
- Stéphane Boucher : Victor Bondy
- Luc Lavandier : Marc Venet
- Véronique Hervouet : Valérie Garcia
- Marion Trémontels : Julia Dumont
- Benjamin Tribes : Antoine
- Patrick Hauthier : Contremaître
- Gaëlle Merle : Secrétaire Catiaux
- Frédéric Guerbert : Vigile 1
- Günther Galbert : Charles
- Gil Demurger : Chef G.I.
- Mathieu Lagarrigue : Légiste morgue
- Limengo Benano-Melly : Barman discothèque

### Épisode 5:L'enfance de l'art
- France : 24 septembre 2009 sur TF1

- France : 5,52 millions de téléspectateurs (22,3 %)[3] (première diffusion)

- Gianni Giardinelli : Paul Fontaine
- Pauline Schneider : Angélique Fontaine
- Valérie Sibilia : Anaïs de Caussade
- Pierre Laplace : Amaury de Caussade
- Claire Maurier : Tatiana de Caussade
- Sophie-Charlotte Husson : Hélène Delpech
- Jacques Faugeron : Philippe Belmont
- Gaetan Penna : Marc Souchon
- Patrick Sabourin : Monsieur Souchon
- Dominique Prunier : Madame Souchon
- Régis Maynard : Lieutenant BT
- Violaine Barret : Patronne gîte Les Pechs
- Mathieu Buscatto : Chef d'atelier

Marc Souchon, stagiaire palefrenier, remercie la famille de Caussade qui l’a employé. Quelques instants plus tard, Anaïs de Caussade découvre le cadavre du jeune homme dans les sous-bois de son magnifique château. Ses parents viennent identifier le corps mais ce n’est pas leur fils ! Qui est ce garçon qui a usurpé son identité ? Et où est le vrai Marc Souchon ? Pourquoi cette supercherie ? 

### Épisode 6:Les liens du sang
- France : 24 septembre 2009 sur TF1

- France : 5,34 millions de téléspectateurs (24,7 %)[3] (première diffusion)

- Emmanuel Vieilly : Julien Laval
- Cécile Rebboah : Barbara Masson
- Philippe Cariou : Michel Godard
- Dorothée Brière : Virginie Godard
- Sophie Agussol : Martine Zeller
- Olivia Kerverdo : Marie Briand
- Jean-Marc Lebars : Stéphane Masson
- Laure Sirieix : Infirmière chef
- Jonathan Burteaux : Aide soignant
- Bernard Monforte : Médecin maison de repos
- Nathalie Kirzin : Directrice maternité
- Michel Théboeuf : Voisin Laval
- Pierre Renverseau : Lieutenant B.L.
- Emmanuel Ambroise : Lieutenant B.L.

### Épisode 7:Morsures secrètes
- France : 1er octobre 2009 sur TF1

- France : 7 millions de téléspectateurs (27,7 %)[4] (première diffusion)

- Virginie Pauc : Gabrielle Eden
- Guillemette Barioz : Lydie Sareng
- Eric Poulain : Manuel Cerda
- Valentin Ferré : Alexis Jaume
- Shane Vives-Atsara Woodward : Brian
- Frédéric Bocquet : François Leclerc
- Flore Audebeau : Pauline Reynaud
- Georges Fracass : Félix Lefébure
- Chantal Ravalec : Jeanne
- Gaston L'Heureux : Directeur Immo Ouest
- Nathalie Cannet : Laurence Bocelli
- Alain Raymond : Officier maison d'hôte
- Hugo Brunswick : Jeff
- Emilie Hantz : Nora
- Muriel Coadou : Sandrine Morel
- Patrice Bouret : Procureur
- Stéphane Alvarez : Régis Morel
- Christophe Sardain : Plombier

### Épisode 8:Ciel de Plomb
- France : 1er octobre 2009 sur TF1

- France : 6,22 millions de téléspectateurs (28,5 %)[4] (première diffusion)

- Alexandra Kazan : Nicole Santoni
- Frédéric Constant : Bernard Péron
- Andre Nerman : Lionel Bourges
- David Pougnaud-Barillon : Julien Dernis
- Julie Meunier : Alexandra Brisson
- Karine Aday : Christiane Rolot
- Pascale Michaud : Dorothée Leroux
- Hervé Dubourjal : Juge Leroux
- Vincent Jouan : Maurice Camus
- Serge Biavan : Maître Streiff
- Elric Covarel Garcia : Mathieu Gaillac
- Jacques Develay : Gérant camping
- Danie Claine : Concierge
- Jean-François Toulouse : Lieutenant église
- Dominique Ratonnat : Père Mounier
- Jeff Bigot : Lieutenant Laroche
- Catherine Delourtet : Patronne Gavroche
- Florie Auclerc : Céline Streiff
- Céline Perra : Jacqueline
- Katia Bohomolec : Cliente spa

### Épisode 9:Le haras
- France : 25 février 2010 sur TF1

- France : 6,56 millions de téléspectateurs (25,3 %)[5] (première diffusion)

- Alexandra Vandernoot : Anne Maréchal
- Martin Douaire : Zac Legendre
- David Brécourt : François Imbert
- Julien Tortora : Gilles Audiat
- Solange Fréjean : Lisa
- Dominique Jayr : Gisèle Rivoire
- Anne Saffore : Bénédicte Ledoux
- Sophie Vaslot : Vendeuse bijouterie
- Philippe Crespeau : Cafetier
- Léa Pelletant : Gendarmette
- Jeff Bigot : Gendarme haras
- Chrystelle Noria : Mme Rougier
- Jean-Pierre Allain : Max

### Épisode 10:Randonnée mortelle
- France : 25 février 2010 sur TF1

- France : 6,21 millions de téléspectateurs (27 %)[5] (première diffusion)

- Lucie Jeanne : Julie Lagnier
- Barthélémy Guillemard : Damien Perez
- Valérie Ancel : Aline Perez
- Marie Tirmont : Laëtitia
- Laurent D'Olce : Paul Marsac
- Caroline Santini : Sœur Mado
- Françoise Goubert : Gardienne
- Thierry Margot : Joe
- Abderrahim Boumes : Ali
- Danielle Claverie : Mère supérieure
- Frédéric Bourgade : Fabrice Noël
- Jean Adrien Espiasse : Kevin Castelli
- Jean-Pierre Mesnard : Lieutenant
- Richard Ecalle : Pierre Lesueur
- Mathieu Salvat : Momo
- Jacques Spiesser : Daniel Pérez

### Épisode 11:Prise d'otages
- France : 4 mars 2010 sur TF1

- France : 7,4 millions de téléspectateurs (29 %)[6] (première diffusion)

- Marie Matheron : Perrine Lanson
- Salomé Villiers : Margaux Lanson
- Jules Ferran : Bertrand Martinez
- Pénélope Lévêque : Romane Feraud
- Éric Théobald : Alain Feraud
- Bénédicte Lafond : Catherine Feraud
- Pierre Le Brun : Louis Feraud
- Roby Schinasi : Thomas Maurin
- Victor Moze : David
- Aïssatou Diop : Lydie Gauvin
- Fred Nony : Directeur SRPJ
- Laurent Mouton : Armurier SRPJ
- Martine Amanieu : La postière
- Alain Robert : M. Mercier
- Nelly Robert : Mme Mercier
- Laura Luna : Témoin poste
- Damien Peguet : Jeune type

### Épisode 12:Millésime meurtrier
- France : 4 mars 2010 sur TF1

- France : 6,7 millions de téléspectateurs (29,6 %)[6] (première diffusion)

- Thomas Chabrol : Nicolas Saint Vépan
- Émilie Caen : Sarah Gauthier
- Julien Sabatie-Ancora : Paul Gauthier
- Valentin Merlet : Arnaud Saint Vépan
- Jean-Pierre Barlet : Edmond Saint Vépan
- Lou Savri : Manon Giraud
- Sophie Artur : Victoire Delorme
- Roman Styczen : Toni Martelli
- Nicolas Biaud-Mauduit : Marc Moreau
- Sylvie Herbert : Monique Moreau
- Olivia Kerverdo : Marie Briand
- Nicolas Navazo : Valois
- Jérôme Thibault : Lieutenant BT
- Georges Goubert : Le vieux Maurice

### Épisode 13:Les chasseurs
- France : 11 mars 2010 sur TF1

- France : 7,38 millions de téléspectateurs (28,2 %)[7] (première diffusion)

- Charlotte Kady : Louise Delcroix
- Jean-Claude Adelin : Antoine Delcroix
- Alexandra Mercouroff : Julia Montoux
- Franck Gourlat : Alex Montoux
- Laurent Labasse : Lionel Fortier
- Louis Plantard : Rémy Fortier
- Pascal Vannson : Lieutenant BT
- Samuel Matthieu : Roger Duvalier
- Sylvie Soulié : Élodie
- Thierry Calas : Gendarme

### Épisode 14:Le substitut
- France : 11 mars 2010 sur TF1

- France : 6,74 millions de téléspectateurs (30,8 %)[7] (première diffusion)

- Lionel Auguste : Guillaume Doxat
- Olivia Kerverdo : Marie Briand
- Julie Farenc : Oriane
- Yvon Back : Maître Quentin Rolland
- Eva Mazauric : Nicole Tancray
- Nils Cresson : Jérémy Tancray
- Serge Cassagnol : Henri Tancray
- Patrick Palmero : Michel Guérin
- Caroline Charlety : Lydia Nevers
- Frédéric Kneip : Axel Lormand
- Josiane Pinson : Brigitte Lainée
- Anne Bouvier : Bénédicte Valette
- Cécile Delacharie : Mme Yvonne la gardienne
- Fabienne Terraube : Marjorie D'Artois
- Virginie Théron : Clothilde Cohan
- Karine Kermin : Lola
- Olivier Gallis : Yann Decaux
- Benjamin George : Mathieu